# Дејан Ћирјаковић
Дејан Ћирјаковић (Нови Сад, 13. јул 1979) српски је глумац, комичар, сценариста и музичар.
Завршио је Музичку академију у Новом Саду, где је студирао на смеру за удараљке. Свира у бенду.
Од 2008. ради на телевизији. Учествовао је у формирању сатиричних пројеката као што су Ноћна смена, Велика Србија и најпопуларнијег Државни посао где је стекао популарност улогом Бошкића.
Ожењен је и има два сина.

## Одабрани ТВ пројекти
Раније емитовање
      Тренутно емитовање
| Емитовање | ТВ пројекти                                | ТВ емитери                                                             |
| --------- | ------------------------------------------ | ---------------------------------------------------------------------- |
| 1         | Ноћна смена                                | РТВ                                                                    |
| 2         | Велика Србија                              | Б92                                                                    |
| 3         | Срби у свемиру (Вече са Иваном Ивановићем) | Прва ТВ                                                                |
| 4         | Маринко Магла (Вече са Иваном Ивановићем)  | Прва ТВ                                                                |
| 5         | Прави фудбал                               | РТВ                                                                    |
| 6         | Државни посао                              | 1. Суперстар (премијерно приказивање) 2. РТВ (приказивање у закашњењу) |